# Stuttgarter Brotkrawall
Als Stuttgarter Brotkrawall werden Unruhen bezeichnet, bei denen vor allem ärmere Bevölkerungsschichten am 3. Mai 1847 in Stuttgart gegen steigende Brotpreise protestierten. Der „Krawall“ begann als Katzenmusik und entwickelte sich zu einer Konfrontation mit der bewaffneten Ordnungsmacht. Im Nachgang wurden acht Personen zu Haftstrafen verurteilt und 113 Personen, überwiegend Frauen, der Stadt verwiesen. König Wilhelm I. und das Stuttgarter Bürgertum waren alarmiert und bemühten sich in den darauffolgenden Wochen, durch Getreideankäufe die soziale Not und damit das Protestpotenzial zu entschärfen.

## Vorgeschichte

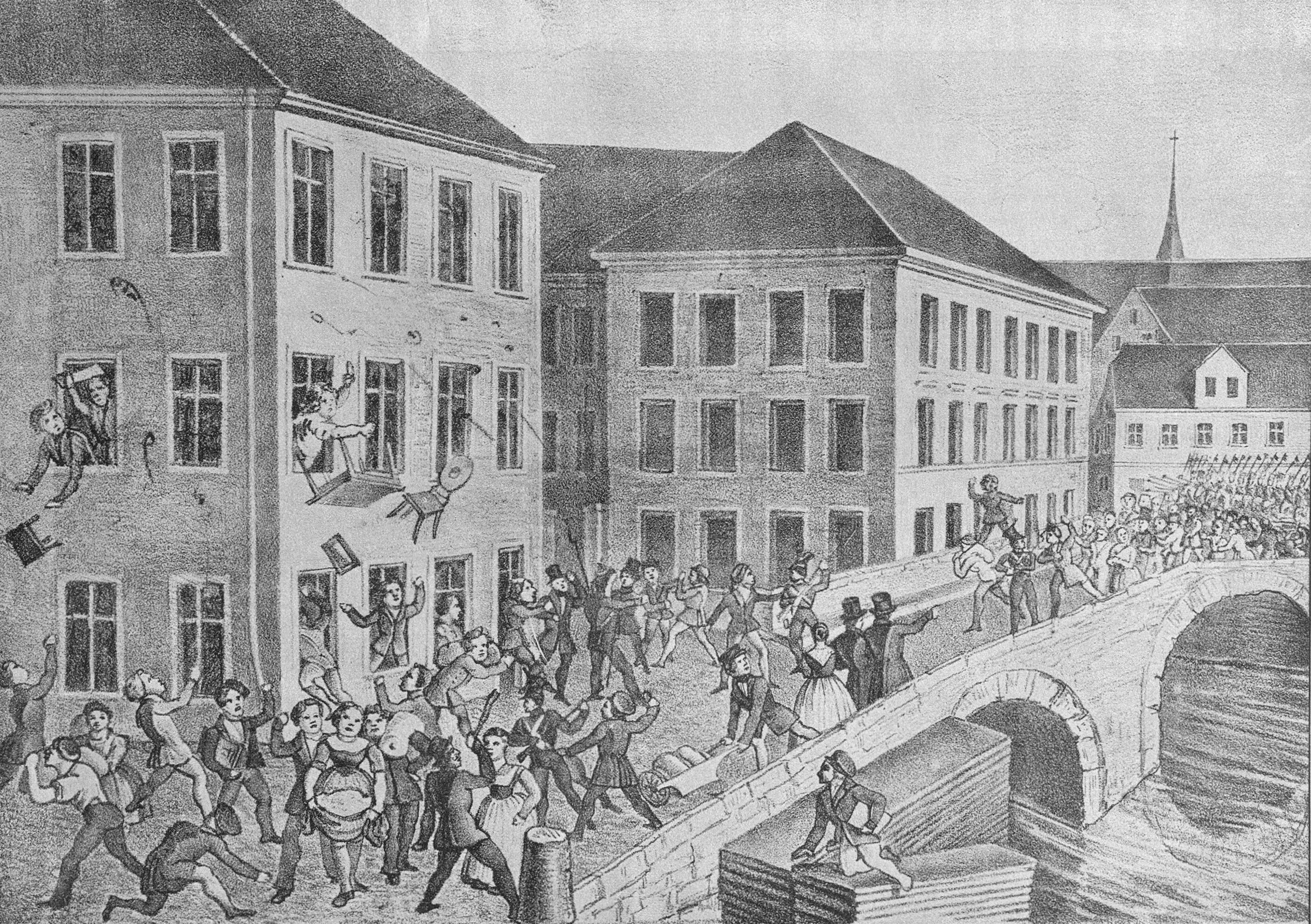
Brotkrawall bei der Langmühle in Ulm am 1. Mai 1847

In den Jahren 1846 und 1847 kam es auf dem Gebiet des Deutschen Bunds nach Missernten zu einem starken Anstieg der Lebensmittelpreise und zu Hungersnöten. Dies löste 1847 in mehreren deutschen Staaten zahlreiche sogenannte Hungertumulte und Brotkrawalle aus, allein 82 derartige Protestaktionen sind dokumentiert. Dem Brotkrawall in Stuttgart gingen am 1. Mai 1847 Marktunruhen in Ulm voraus. In den darauffolgenden Tagen entstanden in der Esslinger Vorstadt, einem Viertel der Stadt Stuttgart, Gerüchte, dass es am 4. Mai zu einer Katzenmusik vor dem neu gebauten Haus des Bäckers Mayer in der Hauptstätter Straße 52 kommen sollte. Die Esslinger Vorstadt (heute Gebiet von Leonhards- und Bohnenviertel) war das Armeleuteviertel Stuttgarts, wo Handwerker, Weingärtner, Tagelöhner und Tagelöhnerinnen lebten. Katzenmusiken waren „Verrufaktionen“, bei denen Menschen der ärmeren Schichten ihren Unmut über Missstände durch Lärmen, Schimpfen und Schreien zum Ausdruck brachten. Mit einer Katzenmusik wurde die Einhaltung bestimmter Spielregeln und allgemeinverbindlicher sittlicher Normen gefordert. Zu den Spielregeln gehörten die Brotpreise, die nicht der Markt regelte. Vielmehr wurden die Preise von städtischen Kommissionen in einem differenzierten Verfahren festgelegt, das den Verbraucherinnen und Verbrauchern offengelegt war.
Der Bäcker Mayer hatte den Unmut der Bevölkerung auf sich gezogen, weil er in der Vergangenheit mit Kornspekulationen enorme Gewinne gemacht hatte. So hatte er sich den Ruf eines Wucherers und Spekulanten zugezogen. Anfang Mai hatte er seit einigen Tagen kein Brot mehr gebacken. Als Grund gab er an, dass er seinen Backofen reparieren musste. Doch die Gerüchte besagten, dass der Grund vorgeschoben sei, stattdessen würde Mayer auf den nächsten Preisaufschlag warten. Aufgrund des Gerüchts versetzten die Behörden vorsorglich die Bürgergarde und das Militär in Alarmbereitschaft.

## Ablauf am 3. Mai 1847

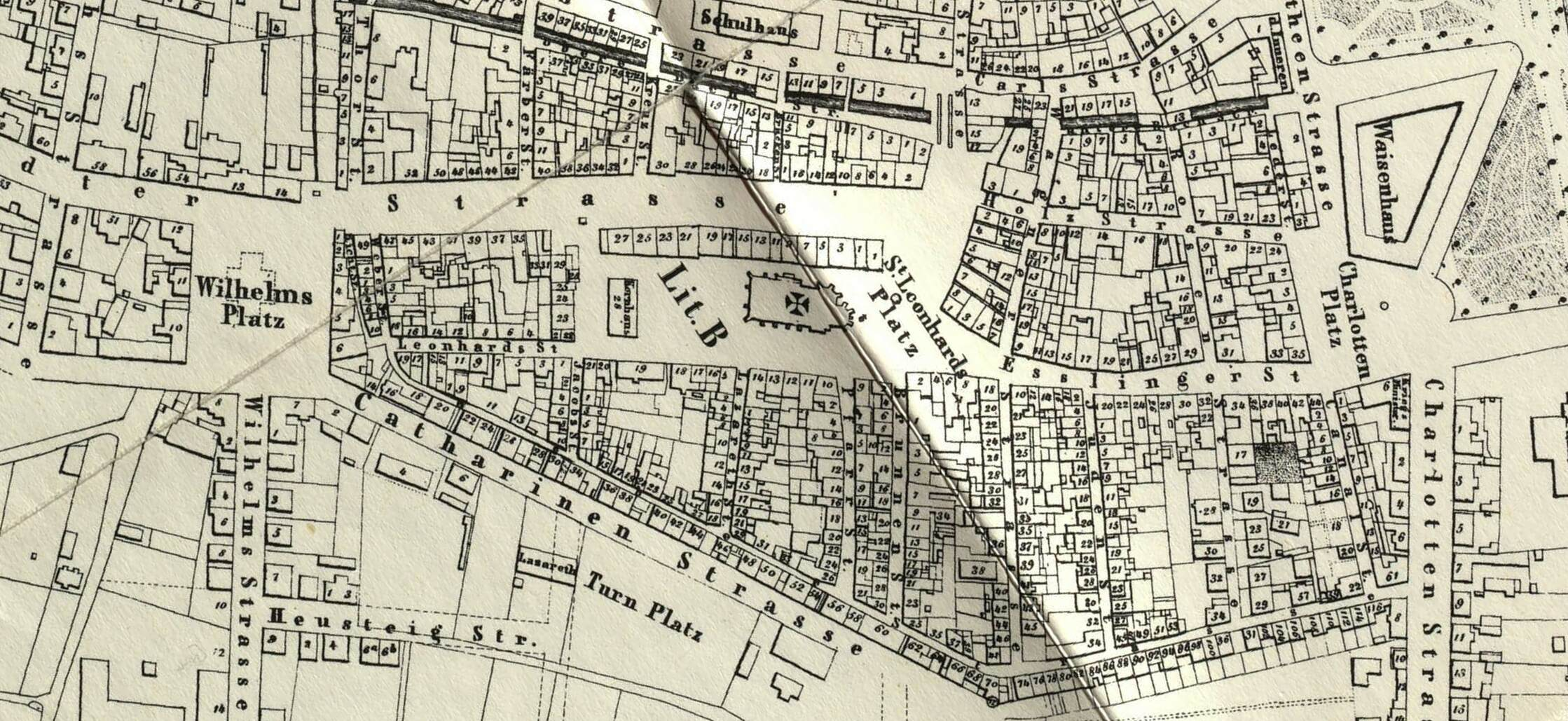
Esslinger Vorstadt in Stuttgart auf Stadtplan von 1846. Das Haus des Bäckers Mayer (Hauptstätterstraße 52, siehe oberhalb „S“ der Beschriftung „städter Straße“) befand sich in der Nähe des Wilhelmsplatzes.

Die „geplante“ Katzenmusik begann vorzeitig. Bereits am Abend des 3. Mai, gegen acht Uhr, zogen etwa 100 Leute – nach zeitgenössischen Darstellungen Handwerksgesellen, Lehrjungen, Fuhrknechte und „Weibspersonen“ – mit „Schreien und Pfeifen“ vor das Haus des Bäckers. Die beteiligten Männer beschränkten sich bald nicht mehr auf Lärmen, sondern attackierten mit Faustschlägen und Steinen das Haus. Frauen hielten durch ihr Johlen, Pfeifen und Schreien die Wut der Menge wach. Außerdem versorgten sie die Männer mit Steinen als Munition, die sie aus dem trockenen Bett des nahen Nesenbachs und von Baustellen in benachbarten Vierteln in Schürzen und Schubkarren herbeischleppten. Die Kulturanthropologin Sabine Kienitz konstatierte, dass Lärmen, Schimpfen, Schreien und Fluchen von Frauen „konstitutiver Teil“ einer sogenannten „Verrufaktion“ wie die Katzenmusik war.
Soldaten sperrten das Wohnviertel ab und gingen mit blankem Säbel gegen die demonstrierende Menge vor, auf die sie wahllos einstachen. Der Konflikt eskalierte und breitete sich über die gesamte Esslinger Vorstadt aus. Es kam zu Straßenkämpfen, Barrikaden wurden gebaut und Gaslaternen, die erst 1846 aufgestellt worden waren, wurden durch Steinwürfe zerstört. König Wilhelm I. kam mit dem Kronprinzen Karl Friedrich und ritt an der Spitze der Leibgarde durch die engen Gassen des Viertels. Er wollte so Ruhe und Ordnung wiederherstellen, doch die Situation verschärfte sich dadurch noch. Frauen feuerten die Männer an, sich zu wehren. Sie bewaffneten sich mit Lattenstücken, rannten hinter den Soldaten her und beschimpften sie.
Als sich ein größerer aufrührerischer Trupp dem König näherte, schossen die Soldaten nach einem warnenden Trommelwirbel in die Luft. Mehrere Kugeln trafen das Haus einer Apotheke. Eine abprallende Kugel verletzte einen 21-jährigen Schustergesellen aus Frankfurt tödlich. Mehrere weitere Personen wurden verletzt. Auch 16 Soldaten wurden verwundet, einige davon schwer. Die Protestaktion hatte sich zu einer direkten Konfrontation mit der bewaffneten Ordnungsmacht entwickelt. Die Soldaten trieben die Menge mit Gewalt auseinander. Noch in der Nacht und am folgenden Tag wurden etwa 80 Personen verhaftet. Zusammen mit den später Arretierten wurden insgesamt 141 Personen festgesetzt, darunter vier Frauen.

## Wirkung in den folgenden Tagen und Wochen
Am Tag danach, am 4. Mai, kamen weniger Händler zum Wochenmarkt als üblich. Die Sicherheitsmaßnahmen wurden erheblich verstärkt. Reiter und Infanteristen patrouillierten durch die Straßen. Auf dem Schlossplatz und der Königstraße wurden Kanonen aufgestellt und mit Mannschaften besetzt. Die Soldaten wurden durch ein Bataillon Infanterie aus Ludwigsburg und eine Abteilung des Ersten-Reiter-Regiments verstärkt. Sie wurden nachts durch wacheschiebende Bürger unterstützt. Per polizeilicher Bekanntmachung wurden „Zusammenrottungen“ von mehr als zehn Personen verboten. Kinder, Lehrlinge, Gesellen und Dienstboten mussten sich ab acht Uhr abends im Haus aufhalten. Alle Häuser mussten ab dieser Uhrzeit abgeschlossen werden. Die Polizeistunde wurde von 23 auf 22 Uhr vorverlegt. Handwerksgehilfen durften ihrer Beschäftigung nicht fernbleiben.
Am 7. Mai sprachen sich Anwohner der Paulinenstraße für eine Bürgerbewaffnung aus, was von der Regierung diskutiert wurde. Am 13. Mai erließ der König eine Verordnung, die den Gemeinderäten in Württemberg erlaubte, zum Schutz des Eigentums und des Lebens der Bürger Sicherheitswachen zu bilden. Der Stuttgarter Stadtrat beschloss am 17. Mai Bürgerwachen zu bilden. Jede Nacht waren danach 75 bis 90 Stuttgarter Bürger unterwegs.
Schon am 5. Mai hatten Stadtrat und Bürgerausschuss den Beschluss gefasst, größere Getreidemengen zu beschaffen und Maßnahmen zu ergreifen, die eine weitere Erhöhung der Brotpreise verhindern sollten. Am 9. Mai erließ der König eine Verordnung über die Registrierung der Getreidevorräte sowie am 9. und am 29. Mai Getreideausfuhrverbote. Die Registrierung ergab, dass die Vorräte für sechs Wochen reichten. Ein Spendenaufruf für Getreidekäufe hatte einen überwältigenden Erfolg.
Am 12. Mai erschienen die Stuttgarter Bäckermeister vor dem Stadtrat und verlangten eine Erhöhung des Brotpreises von 38 auf 42 Kreuzer für sechs Pfund. Überall läge der Brotpreis schon seit Wochen höher als in Stuttgart. Der Stadtrat genehmigte 40 Kreuzer mit einer sozialen Komponente: Für die ärmere Bevölkerung solle er wie bisher bei 24 Kreuzern liegen.
Mitte Mai konnte die Stadtverwaltung einen weiteren Erfolg verzeichnen: Sie konnte in Mannheim 10.000 Zentner Getreide kaufen, der ab dem 25. Mai in Stuttgart auf den Markt kam. Nun war der Getreidepreis niedriger als in anderen Städten. Der Brotpreis sank daraufhin am 28. Mai auf 38 Kreuzer und am 3. Juni auf 35 Kreuzer.
Nachdem sich im Juni die Lage entspannt hatte, was sich auch im zurückgehenden Besuch der Suppenanstalt für Bedürftige niederschlug, wurde die Polizeistunde wieder auf 23 Uhr festgelegt.

## Berichterstattung und gerichtliche Aufarbeitung
Die Zeitungen berichtete an den folgenden Tagen ausführlich über das Geschehen und hielten fest, dass die Unruhen die „sonst so friedliche Stadt auf einige Stunden in den Zustand des wildesten Krieges versetzten“. Die meisten der festgenommenen Personen waren Neugierige, die abends auf dem Heimweg vom Wirtshaus oder morgens auf dem Weg zur Arbeit von patrouillierenden Soldaten aufgegriffen wurden. Die meisten wurden aus Mangel an Beweisen wieder freigelassen. Die Bewohnerinnen und Bewohner der Esslinger Vorstadt solidarisierten sich mit den Verhafteten und schützten Erinnerungslücken vor. Ihre Aussagen entschieden oft darüber, ob das Gericht Angeschuldigte schärfer verhörte oder nicht. Da die eingesetzten Soldaten ortsunkundig waren, konnten sie die am Krawall Beteiligten nicht identifizieren.
Von den 141 verhafteten Personen wurden 13 vor Gericht gestellt und letztlich sieben Männer und eine Frau zu Haftstrafen verurteilt. Sie mussten teils für mehrere Jahre ins Gefängnis. Dabei wurde der Sturm auf das neugebaute Haus des Bäckers von der Justiz in erster Linie als Angriff gegen bürgerliches Eigentum gewertet. Die als Aufrührer identifizierten Arbeiter und Gesellen stammten nicht aus Stuttgart, sondern arbeiteten lediglich dort, wie die Stuttgarter Presse hervorhob. Die Wäscherin Beate Calwer lebte zwar wie ihre Schwester Friederike schon ihr ganzes Leben im Viertel, sie hatte jedoch drei uneheliche Kinder, war verschuldet und lebte in ständigem Streit mit Nachbarn und Vermietern. Diese sagten im Prozess gegen sie aus. Sie wurde wegen „in fortgesetzter Handlung sich erlaubter Beleidigung der Dienst-Ehre von Militärpersonen und Störung der öffentlichen Ruhe“ zu vier Wochen Kreisgefängnis verurteilt. Die Dienstmagd Christine Werner, die erst wenige Tage in Stuttgart lebte, war verhaftet worden, weil sie sagte „es sey dem Bäcker Mayer recht geschehen, man hätte es ihm noch viel ärger machen sollen“. Sie wurde der Stadt verwiesen. Zwei der festgenommenen Frauen wurden dagegen durch Aussagen aus ihrem sozialen Umfeld geschützt. 113 weitere Personen, meist ledige oder verwitwete Frauen, die sich als Wäscherinnen, Näherinnen und Wasserträgerinnen durch Taglohn allein versorgten, wurden im Laufe des Mai aus Stuttgart ausgewiesen. Sie waren zum Zeitpunkt der Unruhen „ohne förmlichen Dienst“ und damit ohne Nahrungsnachweis, was als ausreichende Begründung galt.
1850 erschien in einer „Volkshumor“-Sammlung ein Versepos aus 210 Strophen, das den Stuttgarter Brotkrawall beschrieb.